# Autobahngabelung
Eine Autobahngabelung (kurz auch Gabelung) oder ein Abzweig ist eine Sonderform des Autobahndreieckes. Im Gegensatz zum Dreieck fehlt hier zwischen zwei Ästen eine direkte Verbindung. So muss man, um zwischen diesen beiden Ästen hin und her wechseln zu können, in der Regel die Autobahn bei der letzten Autobahnabfahrt vor der Gabelung verlassen und über das lokale Straßennetz zur entsprechenden Einfahrt der anderen Strecke fahren, oder bei der ersten Autobahnausfahrt nach der Gabelung die Autobahn verlassen, diese sogleich wieder in der anderen Richtung befahren und bei der Gabelung den anderen Ast nehmen.
Bei einer Autobahngabelung, die auch als Autobahnabzweig bezeichnet wird, ist lediglich ein Brückenbauwerk notwendig, und die Verbindungsrampe wird immer halbdirekt geführt, wodurch der Verkehr nur minimal gebremst wird. Solche Gabelungen kommen fast ausschließlich dort zum Einsatz, wo in geringer Entfernung bereits eine Verbindung zwischen den nicht verbundenen Ästen besteht oder das Verkehrsaufkommen in dieser Richtung extrem gering ist.

## Beispiele

### Deutschland

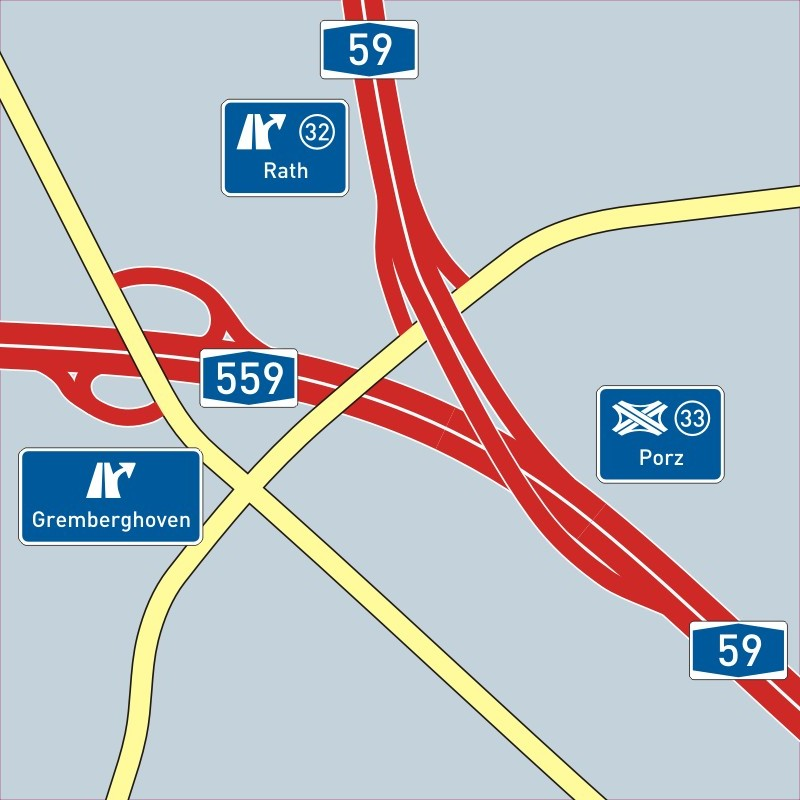
Autobahndreieck Porz

- Dreieck Porz zwischen Köln und Flughafen Köln/Bonn, bei dem keine Verbindung zwischen der A 559 und dem nördlichen Teil der A 59 besteht. Über die Anschlussstellen Rath (32) an der A 59 und Gremberghoven an der A 559 ist aber ein Übergang zwischen den Autobahnen möglich. Da beide Autobahnen nach nur 2–3 km im Norden auf die A 4 treffen, ergab der Bau einer zusätzlichen Verbindung am Dreieck Porz keinen Sinn.

- Autobahndreieck Hannover-Süd (52° 18′ 10″ N, 9° 52′ 42″ O) – Der nördliche Teil der A 7 und die A 37 sind nicht miteinander verbunden. Die Relation Hamburg–Messe Hannover erfolgt über die als gelbe Autobahn ausgebaute B 65 (Südschnellweg) zwischen der Anschlussstelle Hannover-Anderten (58) an der A 7 und dem Seelhorster Kreuz an der B 3/B 6 als Verlängerung der A 37 oder über die B 443/B 6 zwischen den Anschlussstellen Laatzen (59) an der A 7 und Messegelände (11) an der A 37.

- Die Dreiecke München-Allach beziehungsweise München-Eschenried im Zuge der A 99 Eschenrieder Spange, bei München, die beide Autobahngabelungen sind.

- Ein besonderes Beispiel ist die A 352, deren beide Enden Autobahngabelungen sind. Daher kann man von der A 2 nur von Westen kommend und der A 7 nur von Norden kommend auf diese auffahren.
- Ebenfalls ungewöhnlich ist das Autobahnkreuz Aachen, das aus dem Autobahnkreuz zwischen A 4 und A 44 sowie einer an das Kreuz angeschlossenen Gabelung zur A 544 besteht. Zum Befahren der nicht vorhandenen Relation ist es nötig, zwei der Ohren im Kleeblatt-Kreuz zu befahren.

- Autobahndreieck Saarbrücken (49° 12′ 28″ N, 7° 1′ 31″ O) – Der Übergang zwischen der A 6 von und in Richtung Frankreich und der A 620 ist nur über die östlich des Dreiecks gelegene Anschlussstelle Saarbrücken-Fechingen (4) möglich. Dieser Anschluss verfügt nur über Rampen aus und in Richtung Westen und eigens für die fehlende Verbindung an der Autobahngabelung existiert zwischen den Rampen eine Verbindungsrampe, die das „Wenden“ ermöglicht.

- Autobahndreieck Bordesholm (54° 10′ 9″ N, 9° 57′ 33″ O) – Der nördliche Teil der A 7 ist nicht mit der A 215 verbunden. Die Relation Flensburg-Kiel ist über die nördlich verlaufende A 210 möglich.

- Autobahndreieck Essen-Ost (A 40/A 52) – Das Dreieck ist aus Richtung Düsseldorf (A 52) nur in Richtung Bochum befahrbar. Die Relation in Richtung Mülheim an der Ruhr ist nur über Stadtstraßen in Essen oder unter Benutzung der A 3 über Duisburg möglich.

- Autobahndreieck Erfttal (A 1/A 61) – Von Köln nach Mönchengladbach keine Verbindung, etwas nördlich liegt die A 4

- Autobahndreieck Bad Schwartau (A 1/A 226) – Keine Verbindung von Travemünde in Richtung Norden, stattdessen muss hier an der Ausfahrt Lübeck-Dänischburg abgefahren werden und nach 3 km Fahrt durch den Lübecker Ortsteil Dänischburg sowie den Ratekauer Ortsteil Sereetz auf die A 1, Ausfahrt Sereetz, gewechselt werden (und umgekehrt).

- Im Zuge des Berliner Stadtringes A 100: AS Gradestraße A 102 und das Dreieck Charlottenburg A 111. Dies ist bedingt durch Aufgabe früherer Planungen, wobei die entstandenen Stummelautobahnen meist nur ein oder zwei Abfahrten haben. Der Ausbau zum vollen Dreieck war nie notwendig, die fehlenden Verbindungen führen jeweils über Stadtstraßen.

- Dreieck Nonnweiler (A 1/A 62) – Von Pirmasens nach Saarbrücken muss die Autobahn für wenige hundert Meter verlassen werden, um an der Anschlussstelle Nonnweiler-Otzenhausen auf die A 1 aufzufahren. Von Saarbrücken nach Pirmasens befindet sich die Auffahrt zur A 62 Richtung Pirmasens direkt hinter der Anschlussstelle Nonnweiler-Otzenhausen der A 1.

- Das Autobahndreieck Kaiserslautern – Hier bestehen zwischen der A6 von und aus Richtung Frankenthal (Pfalz) zur A63 von und aus Richtung Alzey keine direkte Verbindungen, die Teil des Autobahndreiecks sind. Stattdessen führt die kürzeste und schnellste Verbindung von der A6 aus Richtung Frankenthal (Pfalz) kommend auf die A63 in Richtung Alzey durch einen Kreisverkehr auf 49°47'37.1" N, 7°48'33.1" O auf dem Gebiet der Stadt Kaiserslautern unweit des Autobahndreiecks, und die kürzeste und schnellste Verbindung von der A63 aus Richtung Alzey kommend auf die A6 in Richtung Frankenthal (Pfalz) führt durch einen Kreisverkehr auf 49°27'27.1" N, 7°48'16.7" O auf dem Gebiet der Stadt Kaiserslautern unweit des Autobahndreiecks.

### Frankreich
- Autoroute A 41 von Genf in Richtung Annecy hat keine direkte Spur in die Autoroute A 410 nach La-Roche-sur-Foron

### Griechenland
- A3 Autobahn-Ende von Trikala her hat in Lamia keine direkte Spur zur A1 nach Larisa (& vice versa)
- A7 Autobahn-Ende von Kalamata her hat in Korinth keine direkte Spur zur A8 nach Patras (in Gegenrichtung vorhanden)
- A11 Autobahn-Ende von Chalkida her hat in S'chimatari keine direkte Spur zur A1 nach Lamia (& vice versa)

### Großbritannien
- Zwischen England und Wales spaltet sich vor der Überquerung des Flusses Severn die Autobahn M4 in M4 zur neuen Brücke und M48 über die alte Brücke auf. Die Möglichkeit des Umkehrens besteht auf walisischer Seite bei Magor, Abfahrt 23. Auf englischer Seite muss man auf die M5 wechseln und bei der Ausfahrt Almondsbury den dortigen Kreisverkehr nutzen. Da die alte Brücke mit der M48 bei starkem Wind sehr häufig gesperrt wird, existieren Umleitungssymbole auf den Autobahnschildern in Form von Kreisen, Dreiecken und Quadraten.

Gabelung mit Wendemöglichkeit
- Durch Glasgow führt die M8 mit zwei nahe beieinander liegenden Gabelungen für die M77 und die M74 und bilden eine Parallelentflechtung. Bei 55° 51′ 0″ N, 4° 16′ 42″ W ist in die Anschlussstelle eine Wendemöglichkeit eingebaut. Die Gabelung zur M77 bekommt damit die Funktionalität eines Autobahndreiecks. Die Überleitung, quasi im Griffstück der Gabel, ist ein kleiner Umweg, jedoch von und in beide betreffenden Richtungen gemeinsam nutzbar.

### Italien
- westlich Mailand Tangenziale Ovest – auf der A8 von Mailand in Richtung Sesto Calende besteht keine Auffahrmöglichkeit auf die beginnende A50 (und vice-versa).
- östlich Mailand Tangenziale Est – auf der A52 von Norden kommend besteht keine Auffahrmöglichkeit auf die beginnende A51 (und vice-versa).
- östlich Mailand Tangenziale A51 – von der A51 von Norden kommend besteht keine Auffahrmöglichkeit auf die A4 (und vice-versa); unvollständiges Kreuz
- bei Santhià – auf der A4 von Turin kommend besteht keine direkte Auffahrmöglichkeit auf die A4/A5 in Richtung Aosta; diese erfolgt mit einem Spezialbauwerk einer Wendeschleife einige 100 weiter

### Niederlande
- Die niederländische A74, eine rund eineinhalb Kilometer kurze Verlängerung der deutschen Bundesautobahn 61, trifft in der Autobahngabelung Ulingsheide in Venlo auf die niederländische A73. Ein Abbiegen aus Richtung Mönchengladbach in Richtung Roermond und umgekehrt ist nicht möglich. Fahrzeuge können an der nahe gelegenen Anschlussstelle Venlo-Zuid die Autobahn verlassen und wenden.

### Österreich
- Knoten Guntramsdorf, Niederösterreich: Abbiegerelation Wien (A 2) – Eisenstadt (A 3)

- Knoten Peggau-Deutschfeistritz, Steiermark: Abbiegerelation Graz (A 9) – Bruck an der Mur (S 35)

### Schweden
- Im Osten der schwedischen Stadt Malmö existiert keine Verbindung zwischen dem Autobahnzubringer „Västkustvägen“ und der Autobahn E 6/E 20 in Richtung Süden (55° 39′ 6″ N, 13° 5′ 53″ O). Besonders verwirrend: Wer auf der Autobahn Richtung Süden fährt und dem Hinweisschild der nächsten Tankstelle folgt, landet unvermittelt auf dem genannten Zubringer. Von der Tankstelle aus besteht dann keine Möglichkeit mehr, wieder in südliche Richtung auf die Autobahn zurückzufahren.

### Schweiz
- An der Verzweigung Wiese gibt es keine direkte Verbindung von der deutschen A 5, die auf Schweizer Gebiet zur Autobahn A2 wird, zur Autobahn A3 (Nordtangente – Dreirosenbrücke) und weiter zur elsässischen A 35 in Richtung Mülhausen und umgekehrt. Der Verkehr wird über das niedergeordnete Straßennetz und den Wiesekreisel geführt.

- An der Verzweigung Winterthur Ost gibt es keine direkte Verbindung von der Autobahn A1 aus Richtung St. Gallen zur Autobahn A7 in Richtung Kreuzlingen und umgekehrt. Eine indirekte Verbindung besteht zwischen den beiden namensgleichen Halbanschlüssen Attikon (Wiesendangen), die über die Wallikerstrasse verbunden sind.

- An der Verzweigung Vauseyon in Neuenburg besteht in Richtung Yverdon-les-Bains–Lausanne keine direkte Verbindung zwischen der Autobahn A20 von La Chaux-de-Fonds in die Autobahn A5.

- Verzweigung La Croix auf der Autobahn A9 bei Lutry, von dort aus zweigt der Ast N9_CRCO La Croix – Corsy ab.

- Verzweigung Le Vengeron auf der Autobahn A1. Von Genève-Lac an der A1a (bei ASTRA: N1_GLVE) aus besteht die Verbindung nur in Richtung Lausanne.

### Ungarn
- Verzweigung der M1 zur M15 bei Hegyeshalom (von Österreich kommend in Richtung Slowakei und vice versa)
- Verzweigung der M3 zur M35 bei Görbeháza (von Budapest her kommend)